# دالي جينينغز
دالي جينينغز (بالإنجليزية: Dale Jennings)‏ (21 ديسمبر 1992 بليفربول في المملكة المتحدة - ) هو لاعب كرة قدم بريطاني في مركز الوسط. لعب مع بايرن ميونخ الثاني وميلتون كينز دونز ونادي بارنسلي ونادي ترانمير روفرز لكرة القدم.

## وصلات خارجية
- دالي جينينغز على موقع قاعدة بيانات كرة القدم.إي يو (الإنجليزية)
- دالي جينينغز على موقع بيانات كرة القدم. دي إي (الألمانية)
- دالي جينينغز على موقع Soccerbase.com (لاعب) (الإنجليزية)
- دالي جينينغز على موقع عالم كرة القدم.نت (الإنجليزية)